# 小行星4653
小行星4653（英語：4653 Tommaso）是一颗围绕太阳公转的小行星。1976年4月1日，尼古拉·切爾尼赫在克里米亚发现了此天体。
这颗小行星的绝对星等为54.39124437155218等。